# 南足柄市立福沢小学校
南足柄市立福沢小学校（みなみあしがらしりつ ふくざわしょうがっこう）は、神奈川県南足柄市千津島にある公立小学校。

## 沿革
- 1901年（明治34年） - 善福寺に開校[1]。
- 1923年（大正12年） - 関東大震災のため全校舎大破[1]。
- 1941年（昭和16年） - 「福沢尋常高等小学校」を「福沢村福沢国民学校」に改称[1]。
- 1947年（昭和22年） - 「福沢村立福沢小学校」に改称。
- 1951年（昭和26年） - 創立50周年記念式典を挙行、校歌制定[1]。
- 1955年（昭和30年） - 南足柄町への合併に伴い、「南足柄町立福沢小学校」に改称[1]。
- 1960年（昭和35年） - 開校60周年記念式典（展覧会・演奏会）を挙行[1]。
- 1971年（昭和46年） - 開校70周年記念式典を挙行[1]。
- 1972年（昭和47年） - 「南足柄市立福沢小学校」に改称[1]。
- 2001年（平成13年） - 創立100周年記念式典を挙行[1]。

- 2016年  (平成28年)          -特別教室棟増築工事完了。[1]

## 学校経営方針
出典
- 一人ひとりの子どもが輝く学校「徹底」
- 一人ひとりの教職員が輝く学校「創造」
- 家庭・地域と共につくる輝く学校「参画」

## 通学区域
出典
- 班目
- 上怒田
- 下怒田（字下原1番地から100番地までおよび275番地から287番地までを除く）
- 千津島
- 壗下

## 主な進学先
出典
- 南足柄市立足柄台中学校